# Købke Rimmer
Ludvig Købke Rimmer, blot kaldet Købke Rimmer (født 9. juni 1894, død 11. april 1974) var en dansk vicestadsbibliotekar og kommunalpolitiker, der var sognerådsformand i Herlev Sognekommune fra 1946 til 1952 og borgmester i Herlev Kommune fra 1952 til 1954, valgt for Socialdemokratiet.
Købke Rimmer arbejdede i sit civile liv ved Frederiksberg Kommunes biblioteksvæsen. Her var han ekspedient 1924-1925, fra 1927 kredsleder og fra 1928 katalogafdelingsleder. Fra 1946 virkede han som vicestadsbibliotekar.
Under Købke Rimmers ledelse skiftede Herlev status fra sognekommune til bykommune, hvorved den fik såkaldt Gentofte-status.
I forbindelse hermed Købke Rimmer i 1952 udpeget som Herlev Kommunes første borgmester.